# Platymantis rhipiphalcus
Platymantis rhipiphalcus är en groddjursart som beskrevs av Brown och Tyler 1968. Platymantis rhipiphalcus ingår i släktet Platymantis och familjen Ceratobatrachidae. IUCN kategoriserar arten globalt som otillräckligt studerad. Inga underarter finns listade i Catalogue of Life.